# Puerto Gaitán
Puerto Gaitán è un comune della Colombia facente parte del dipartimento di Meta.
Il centro abitato venne fondato da Pedro Capella, Ventura Alvarado e Concepción Izanoboco nel 1932, mentre l'istituzione del comune è del 1º gennaio 1970.